# Escândalo da Quebra do Sigilo do Painel no Senado
No começo da tarde da segunda-feira 19 fevereiro de 2001, o senador Antônio Carlos Magalhães (PFL-BA) entrou pela garagem do prédio da Procuradoria da República no Distrito Federal com o propósito de trocar informações com o Ministério Público Federal como retaliação por sua humilhante derrota na guerra pelo comando do Congresso. Trechos de uma conversa de Antonio Carlos Magalhães com os procuradores da República: Luiz Francisco de Souza, Guilherme Zanina Schelb e Eliana Péres Torelly de Carvalho, foram divulgados pela revista IstoÉ. Segundo esta, entre revelações e denúncias, o senador fez acusações contra o ex-secretário geral da presidência Eduardo Jorge bem como contra seu antagonista na disputa pelo comando da casa, Jader Barbalho, este recém eleito presidente do Senado Federal numa campanha acirrada com o próprio ACM. Estava ali atrás de documentos que imaginava que a Procuradoria possuí-se e de uma certa gravação que comprometeriam o presidente do Senado, Jader Barbalho (PMDB-PA). Estava também decidido a dar o troco ao apoio que o presidente Fernando Henrique Cardoso havia dado a Jader, a quem atribui a maior culpa por sua humilhante derrota na luta pelo comando do Congresso.

Além de tecer várias criticas ao governo de Fernando Henrique Cardoso, aos procuradores ACM também revelou ter a lista de todos que votaram contra e a favor na sessão secreta que resultou na cassação do mandato do ex-senador Luiz Estevão, em junho de 2000, e ainda afirmou que a senadora do PT Heloísa Helena teria votado a favor de Estevão.
Na ânsia de se mostrar aos procuradores como um político poderoso e bem informado, ACM acabou confessando um crime. Contou que tem em seu poder uma lista de quem votou a favor e contra a cassação do mandato do ex-senador Luiz Estevão, apesar de a votação pelo painel eletrônico ter sido secreta. Foi além: acusou a senadora Heloísa Helena de ter votado a favor de Estevão, atendendo a pedido do novo líder do PMDB no Senado, Renan Calheiros, também de Alagoas. 
Depois de ter desempenhado papel decisivo para impedir que as denúncias contra o ex-secretário-geral da Presidência da República Eduardo Jorge Caldas Pereira fossem apuradas, ACM reabriu o caso EJ. “Os dados que vocês receberam do Eduardo Jorge estão incompletos. O que pega Eduardo Jorge são os sigilos bancários de 94 e 98. Se pegar o Eduardo Jorge, chega ao presidente”, assegurou, para surpresa dos procuradores. Na realidade, ACM estava fazendo seu habitual jogo duplo: pelas costas, engrossou a voz e atiçou o Ministério Público contra o presidente, enquanto no discurso que pronunciou no dia seguinte no Senado afinou, numa tentativa de manter intacto seu naco de poder no governo federal. 
O que ACM não contava era com a reação do PMDB logo após seu discurso. Em vez de sair em defesa dos correligionários, em sua estréia como líder do partido, Renan Calheiros partiu para o ataque. Surpreendeu o cacique baiano com seis requerimentos de informações sobre operações feitas nos Ministérios das Minas e Energia e Previdência Social e a abertura de inquéritos para apurar negócios feitos na gestão de Antônio Carlos Magalhaes.
No começo da noite da quinta-feira 16/09/1999, o líder do PMDB no Senado, Jader Barbalho, se encontrou com o Presidente FHC do Palácio da Alvorada. Buscava seu apoio na disputa com o senador Antônio Carlos Magalhães (PFL-BA) em torno da relatoria do PPA, o ambicioso plano de investimentos de R$ 1,1 trilhão para os próximos quatro anos, que recebeu o apelido de Avança Brasil. 
Antônio Carlos havia pedido ao vice-presidente Marco Maciel e ao presidente do PFL, senador Jorge Bornhausen (SC), que o ajudassem a convencer Fernando Henrique a entrar em campo e forçar um recuo de Jader. Não deu certo. Na quarta-feira 15/09/1999, o presidente recebeu o trio pefelista, numa reunião no Palácio da Alvorada, e manifestou sua preocupação com a guerrilha entre os aliados, mas negou-se a interferir na briga. Tudo de acordo com o script que havia traçado com Jader e a cúpula do PSDB. Um abatido ACM retornou ao Congresso e procurou manter as aparências. Chegou a dar um ultimato às lideranças partidárias para que chegassem a um entendimento em 90 minutos, caso contrário, adotaria uma medida de força intervindo na Comissão Mista de Orçamento e destituindo Jader da relatoria do Avança Brasil, a marca de fantasia do PPA. Mesmo já tendo desistido de ser o relator do plano do governo, o presidente do PMDB resolveu desafiar ACM. Cercado de líderes dos partidos, fez questão de permanecer sentado numa cadeira na primeira fila do plenário, e a reunião acabou sendo adiada para a manhã seguinte. Naquela noite, o presidente do Senado sentiu que havia perdido a batalha, saindo derrotado da refrega política, e que o PMDB acabaria ficando mesmo com a relatoria do PPA. Enquanto Antônio Carlos se recolhia na residência oficial da presidência do Senado, Jader foi à casa da deputada Maria Elvira (PMDB-MG) comemorar o aniversário do deputado Michel Temer (SP) então presidente da Câmara dos Deputados.
Na manhã de quinta-feira 16, os líderes chegaram a um entendimento e resolveram dar a um deputado do PMDB a relatoria do Avança Brasil.

link para suposta lista abaixo.
https://istoe.com.br/38358_MALVADEZA+TEM+LIMITE/
https://memoriaglobo.globo.com/jornalismo/coberturas/crise-do-painel-do-senado/
https://istoe.com.br/39868_ABAIXO+DA+CINTURA/
https://www1.folha.uol.com.br/folha/brasil/ult96u18888.shtml